# Francisco José Arnáiz Zarandona
Francisco José Arnáiz Zarandona S.J. (Bilbao, España, 9 de marzo de 1925 - Santiago de los Caballeros, República Dominicana, 14 de febrero de 2014) fue un filósofo, humanista, teólogo, profesor escritor y religioso español, miembro de la Compañía de Jesús. Fue obispo auxiliar de la arquidiócesis de Santo Domingo entre 1988 y 2002.

## Biografía
Nació el 9 de marzo de 1925 en Bilbao, España.
Ingresó a la Compañía de Jesús a los dieciséis años de edad, el 30 de mayo de 1941.
Fue ordenado presbítero el 15 de julio de 1955.
Llegó a República Dominicana en 1961.
Participó en las sesiones del Concilio Vaticano II como asesor teólogo de Mons. Octavio Antonio Beras Rojas.
El 2 de diciembre de 1988 fue nombrado por el papa Juan Pablo II como obispo auxiliar de la arquidiócesis de Santo Domingo y titular de Leges. Fue consagrado en Roma el 6 de enero del 1989 por el mismo papa, junto a Ramón Benito de la Rosa y Carpio que también había sido nombrado obispo auxiliar.
El 31 de julio de 2002 le fue aceptada su renuncia por motivos de edad. 
Falleció el 14 de febrero de 2014 en Santiago de los Caballeros por problemas de salud, en la casa del rector de la Pontificia Universidad Católica Madre y Maestra donde residía.

## Estudios y formación
- Licenciado en Humanidades (Universidad de La Habana, Cuba)
- Licenciado en Filosofía (Universidad Pontificia Comillas, Madrid)
- Doctor en Teología (Pontificia Universidad Gregoriana, Roma)
- Especialización en Psicología
- Especialización en Psiquiatría
- Especialización en Espiritualidad Ignaciana

## Ministerio pastoral
- Formador y profesor del Seminario San Ildelfonso, Aibonito, Puerto Rico. (1949-1952)
- Rector del Noviciado-Juniorado San Estanislao de Kostka, La Habana, Cuba. (1959-1961)
- Director de la Casa de Ejercicios San Ignacio de Loyola, La Habana, Cuba. (1959-1961)
- Fundador y director del Centro de Información y Acción Social (CIAS), Santo Domingo, República Dominicana. (1962-1964)
- Fundador del Centro de Formación y Acción Agraria (CEFASA)
- Asesor de la Confederación Autónoma de Sindicatos Cristianos (CASC)
- Asesor de la Federación de Ligas Agrarias Cristianas (FEDELAC)
- Rector del Seminario Pontificio Santo Tomás de Aquino (1964-1975)
- Secretario General de la Conferencia del Episcopado Dominicano (1975-2002)
- Delegado de la Conferencia del Episcopado Dominicano a todos los diálogos sociales.
- Presidente de la Comisión Doctrinal
- Vicario episcopal para la Universidad Católica Santo Domingo
- Presidente del Departamento de Vida Consagrada del CELAM
- Presidente de la ADAA (Asociación Dominicana de Autoevaluación y Acreditación) de las Universidades Privadas.
- Encargado de la Cátedra Beras de la PUCMM

## Magisterio
Mons. Arnáiz fue profesor a nivel secundario, preuniversitario y a nivel superior. Algunas de las materias que impartió fueron:
- Humanidades Clásicas
- Retórica
- Latín
- Griego
- Literatura Universal
- Literatura latinoamericana
- Arte
- Física
- Química
- Mineralogía
- Teología sistemática (Trinidad, Cristología, Tratado de Gracia, Escatología, Mariología)
- Antropología Física y Cultural
- Historia de la Iglesia
- Psiquiatría y Psicología Clínica
- Sociología
- Doctrina Social de la Iglesia
- Pastoral

## Publicaciones
- Dinámica egocéntrica (1967)
- María Sponsa Spiritus Sancti (1967)
- Los Ejercicios Espirituales para el hombre de hoy (1973)
- Datos y Análisis para la Historia (1981)
- Albores de la fe (1989)
- San Ignacio de Loyola por dentro (1991)
- Más luces que sombras (1989)
- Bitácoras, yelmos y cruces (1992)
- Catecismo y catecismos (1993)
- el Cardenal Beras Rojas (1994)
- Jesús de Nazareth (1996)
- Lecturas Pascuales (1997)
- San Ignacio de Loyola, maestro de la vida en el Espíritu (2001)
- El Celibato (2003)
- Fisonomía de Cristo (2005)
- La madurez de los pueblos exige tiempo (2006)

Como columnista del Listín Diario, empezó a colaborar en diciembre de 1966. Escribió en dicho medio informativo más de 1,650 artículos. 

## Reconocimientos
Por todos sus méritos y servicios ha recibido las siguientes condecoraciones:
- Pro Ecclesia et Pontífice (Santa Sede)
- Medalla del mérito de la Emigración (España)
- Doctorado Honoris Causa por UTESA (Santiago de los Caballeros)
- Doctorado Honoris Causa por la Pontificia Universidad Católica Madre y Maestra (Santiago de los Caballeros)
- Condecoración Duarte, Sánchez y Mella en el grado de Gran Oficial (Santo Domingo)
- Gran condecoración de la Orden de Malta